# Wilberfoss
Wilberfoss – wieś w Anglii, w hrabstwie East Riding of Yorkshire. Leży 43 km na północny zachód od miasta Hull i 276 km na północ od Londynu. W 2001 miejscowość liczyła 1855 mieszkańców.